# Subneolítico
Forma parte del Mesolítico, en su fase más reciente y cercana al Neolítico, situada cronológicamente entre el mesolítico propiamente dicho y el neolítico, como una fase de transición, desde una economía cazadora-recolectora, hasta alcanzar la producción de alimentos.
Los grupos humanos viven en zonas limítrofes con áreas donde ya existe el neolítico, poco a poco estas influencias e innovaciones se van asimilando, como la cerámica o finalmente, la producción de alimentos.
Como ejemplo, el poblado de Lepenski Vir, a orillas del Danubio.

Véase también:
- Epipaleolítico
- Mesolítico
- Neolítico

- Datos: Q4445036
- Multimedia: Subneolithic / Q4445036